# Kampung Beunot
Kampung Beunot is een bestuurslaag in het regentschap Aceh Timur van de provincie Atjeh, Indonesië. Kampung Beunot telt 423 inwoners (volkstelling 2010).